# Sofja Iossifowna Kondakowa
Sofja Iossifowna Kondakowa (russisch Софья Иосифовна Кондакова; * 23. Dezember 1922 in Archangelsk; † 24. September 2012) war eine sowjetische Eisschnellläuferin. Sie wurde 1956 Weltmeisterin im Mehrkampf und gewann zwischen 1954 und 1958 zusätzlich drei WM-Bronzemedaillen.
Kondakowa startete in Moskau für die Sportgesellschaften Iskra und Burewestnik. Bei der Mehrkampfweltmeisterschaft 1950 in Moskau gehörte sie erstmals zum sowjetischen Aufgebot und belegte den zwölften Platz in der Gesamtwertung. Auf der 500-Meter-Sprintdistanz war sie hinter Marija Issakowa die zweitschnellste Läuferin der WM. Über 1000 Meter verbesserte Kondakowa am 5. Februar 1951 den 14 Jahre alten Weltrekord von Laila Schou Nilsen und lief damit die erste internationale Bestmarke auf der neu eröffneten Bahn von Medeo, die in den kommenden Jahrzehnten Schauplatz von insgesamt mehr als hundert Rekorden wurde.
Von 1953 bis 1959 nahm Kondakowa an sieben aufeinanderfolgenden Weltmeisterschaften teil. Ihre besondere Stärke lag auf den Kurzdistanzen 500 Meter und 1000 Meter, auf denen sie jeweils mehrere Streckensiege feierte. Bei der WM 1956 im schwedischen Borlänge entschied sie zudem das 1500-Meter-Rennen für sich und führte einen sowjetischen Fünffachsieg in der Mehrkampfwertung vor Rimma Schukowa und Tamara Rylowa an. Im gleichen Jahr erhielt sie die Auszeichnung als Verdiente Meisterin des Sports der UdSSR. Bei der sowjetischen Mehrkampfmeisterschaft 1956 wurde die zu diesem Zeitpunkt 33-jährige Kondakowa von der 14 Jahre jüngeren Inga Artamonowa geschlagen. Artamonowa, mit der Kondakowa ein freundschaftliches Verhältnis verband, löste sie 1957 als Weltmeisterin ab. Kondakowa gewann bei der WM 1958 ihre vierte und letzte internationale Medaille. 1960 beendete sie ihre aktive Laufbahn.

## Statistik

### Mehrkampf-Weltmeisterschaften
Bei ihren insgesamt acht Teilnahmen an Mehrkampf-Weltmeisterschaften gewann Kondakowa eine Goldmedaille sowie dreimal Bronze. Die folgende Tabelle zeigt ihre Zeiten – und in Klammern jeweils dahinter ihre Platzierungen – auf den vier gelaufenen Einzelstrecken sowie die sich daraus errechnende Gesamtpunktzahl nach dem Samalog und die Endplatzierung. Die Anordnung der Distanzen entspricht ihrer Reihenfolge im Programm der Mehrkampf-WM zur aktiven Zeit Kondakowas, 1956 wurde die Zusammensetzung des Mehrkampfes geändert.
| Mehrkampf-WM | Mehrkampf-WM | 500 m (in Sekunden) | 3000 m (in Minuten) | 1000 m (in Minuten) | 5000 m (in Minuten) | Punkte  | Platz |
| Jahr         | Ort          | 500 m (in Sekunden) | 3000 m (in Minuten) | 1000 m (in Minuten) | 5000 m (in Minuten) | Punkte  | Platz |
| 1950         | Moskau       | 50,3 (2)            | 5:48,2 (7)          | 1:57,0 (12)         | 13:13,5 (16)        | 246,183 | 12.   |
| 1953         | Lillehammer  | 48,6 (2)            | 5:49,3 (10)         | 1:40,4 (5)          | 9:42,3 (10)         | 215,247 | 7.    |
| 1954         | Östersund    | 47,6 (1)            | 5:36,2 (8)          | 1:40,2 (1)          | 9:48,3 (10)         | 212,563 | 3.    |
| 1955         | Kuopio       | 49,1 (2)            | 5:44,0 (6)          | 1:40,9 (1)          | 9:46,8 (5)          | 215,563 | 3.    |
| Jahr         | Ort          | 500 m (in Sekunden) | 1500 m (in Minuten) | 1000 m (in Minuten) | 3000 m (in Minuten) | Punkte  | Platz |
| 1956         | Borlänge     | 47,9 (1)            | 2:38,0 (1)          | 1:40,2 (1)          | 5:40,9 (5)          | 207,482 | 1.    |
| 1957         | Imatra       | 48,8 (1)            | 2:41,0 (6)          | 1:42,3 (4)          | 5:42,4 (5)          | 210,682 | 4.    |
| 1958         | Kristinehamn | 48,0 (2)            | 2:39,2 (4)          | 1:43,3 (1)          | 5:48,5 (4)          | 210,799 | 3.    |
| 1959         | Swerdlowsk   | 47,5 (1)            | 2:37,7 (8)          | 1:42,6 (4)          | 5:47,6 (7)          | 209,300 | 6.    |

### Persönliche Bestzeiten
Ihre persönlichen Karrierebestzeiten stellte Kondakowa auf allen Strecken zwischen 1953 und 1955 auf.
| Distanz | Zeit       | Datum           | Ort   |
| ------- | ---------- | --------------- | ----- |
| 500 m   | 46,7 s     | 11. Januar 1955 | Medeo |
| 1000 m  | 1:34,0 min | 11. Januar 1955 | Medeo |
| 1500 m  | 2:29,4 min | 11. Januar 1955 | Medeo |
| 3000 m  | 5:23,5 min | 11. Januar 1955 | Medeo |
| 5000 m  | 9:22,7 min | 23. Januar 1953 | Medeo |